# Championnat du Ghana de football 1975
Navigation
Saison précédente Saison suivante
La saison 1975 du Championnat du Ghana de football est la dix-septième édition de la première division au Ghana, la Premier League. Les dix-huit meilleures équipes du pays sont regroupées au sein d'une poule unique où elles s'affrontent deux fois, à domicile et à l'extérieur. En fin de saison, afin de refaire passer le championnat à 16 équipes, les quatre derniers du classement sont relégués et remplacés par les deux meilleurs clubs de deuxième division.
C'est le club d'Asante Kotoko qui est sacré cette saison après avoir terminé en tête du classement final, avec cinq points d'avance sur Eleven Wise et onze sur Bofoakwa Tano FC. C'est le huitième titre de champion du Ghana de l'histoire du club.

## Les clubs participants
| - Hearts of Oak SC - Great Olympics - Susu Biribi FC - Mysterious Dwarfs - Volta United - Eleven Wise - Sekondi Hasaacas - Defence Stars FC - Promu de D2 - Gbewaa FC - Promu de D2 | - Akotex FC - Fankobaa Swedru - Cornerstones Kumasi - Asante Kotoko - Brong Ahafo United - Bofoakwa Tano FC - All Blacks FC - Ghanacan FC - Promu de D2 - Obuotabiri Koforidua - Promu de D2 |

## Compétition
Le barème de points servant à établir le classement se décompose ainsi :
- Victoire : 2 points
- Match nul : 1 point
- Défaite : 0 point

### Classement
| Rang | Équipe                | Pts | J  | G  | N  | P  | Bp | Bc | Diff |
| ---- | --------------------- | --- | -- | -- | -- | -- | -- | -- | ---- |
| 1    | Asante Kotoko         | 56  | 34 | 25 | 6  | 3  | 76 | 18 | +58  |
| 2    | Eleven Wise           | 51  | 34 | 23 | 5  | 6  | 50 | 18 | +32  |
| 3    | Bofoakwa Tano FC      | 45  | 34 | 19 | 7  | 8  | 61 | 35 | +26  |
| 4    | Great Olympics'T'C    | 42  | 34 | 15 | 12 | 7  | 69 | 39 | +30  |
| 5    | Hearts of Oak SC      | 42  | 34 | 17 | 8  | 9  | 54 | 29 | +25  |
| 6    | Sekondi Hasaacas      | 41  | 34 | 18 | 5  | 11 | 39 | 25 | +14  |
| 7    | Cornerstones Kumasi   | 37  | 34 | 12 | 13 | 9  | 53 | 39 | +14  |
| 8    | All Blacks FC         | 35  | 34 | 14 | 8  | 12 | 41 | 45 | -4   |
| 9    | Akotex FC             | 35  | 34 | 12 | 11 | 11 | 44 | 55 | -11  |
| 10   | Mysterious Dwarfs     | 32  | 34 | 8  | 16 | 10 | 31 | 30 | +1   |
| 11   | Brong Ahafo United    | 32  | 34 | 12 | 8  | 14 | 39 | 41 | -2   |
| 12   | Fankobaa Swedru       | 30  | 34 | 9  | 12 | 13 | 35 | 42 | -7   |
| 13   | Defence Stars FCP     | 29  | 34 | 10 | 9  | 15 | 33 | 44 | -11  |
| 14   | Ghanacan FCP          | 26  | 34 | 7  | 12 | 15 | 32 | 60 | -28  |
| 15   | Susu Biribi FC        | 25  | 34 | 5  | 9  | 17 | 45 | 53 | -8   |
| 16   | Volta United          | 21  | 34 | 7  | 7  | 20 | 28 | 58 | -30  |
| 17   | Gbewaa FCP            | 18  | 34 | 3  | 12 | 19 | 27 | 65 | -38  |
| 18   | Obuotabiri KoforiduaP | 17  | 34 | 4  | 9  | 21 | 19 | 55 | -36  |

|  | Qualification pour la Coupe des clubs champions africains 1976                        |
|  | Relégation directe en deuxième division                                               |
|  | T : Tenant du titre C : Vainqueur de la Coupe du Ghana P : Promu de deuxième division |

## Bilan de la saison
| Championnat du Ghana de football 1975    |                          |
| Champion                                 | Asante Kotoko (8e titre) |
| Coupes et trophées                       |                          |
| Vainqueur de la Coupe du Ghana 1975      | Great Olympics           |
| Qualifications continentales             |                          |
| Coupe des clubs champions africains 1976 | Asante Kotoko            |
| Coupe des Coupes 1976                    | Aucun                    |
| Promotions et relégations                |                          |
| Promus en Premier League                 | Standfast FC             |
| Promus en Premier League                 | Dumas Boys of GTP        |
| Relégués en Second League                | Susu Biribi FC           |
| Relégués en Second League                | Volta United             |
| Relégués en Second League                | Gbewaa FC                |
| Relégués en Second League                | Obuotabiri Koforidua     |